# Reserva Biológica de Una
A Reserva Biológica de Una é uma unidade de conservação integral localizada no sul da Bahia. Representa um dos últimos remanescentes das Florestas Costeiras da Bahia e é principal área protegida do mico-leão-de-cara-dourada. Por ser uma reserva biológica, a visitação só é permitida após uma licença concedida pelo gestor do área.

## Localização
A Reserva Biológica de UNA - REBIO Una - foi criada em 10 de dezembro de 1980. Situa-se no sudoeste da Bahia, a 45 quilômetros ao sul do município de Ilhéus, e compreende uma área de aproximadamente 18.715 ha. A REBIO Una está inserida no bioma Mata Atlântica, e seu entorno possui uma porcentagem alta de florestas nativas e cultivos agrícolas permanentes, como plantações de seringueira e plantações tradicionais de cacau no sistema “cabruca” (sistema agroflorestal onde o cacau é sombreado por árvores remanescentes da floresta original).
O clima é típico das florestas tropicais quentes e úmidas, com chuvas superiores a 1300 milímetros por ano. Mesmo com chuvas distribuídas ao longo de todo o ano, ocorrem estações secas curtas e imprevisíveis, com duração de um a três meses por ano. A temperatura da região apresenta-se com médias de 27.9 graus Celsius, máximas de 32.5 graus Celsius no mês de maio e mínimas de 15 graus Celsius no mês de agosto (dados para 2017).
A Reserva se localiza em uma região de domínios geomorfológicos de Planaltos Inundados e Planaltos Cristalinos, sendo o primeiro caracterizado por relevos tabuliformes pouco elevados. A altitude varia de poucos metros a cerca de 400 metros acima do nível do mar. A Reserva está inserida na bacia do rio Una, alimentada pelos rios Aliança e São Pedro. O rio Serra atravessa a Reserva do oeste para o leste sul. O rio Maruim forma a fronteira natural do oeste norte da Reserva.

## Conservação
A Reserva Biológica é uma Unidade de Conservação de Proteção Integral. O objetivo é “a preservação integral da biota e demais atributos naturais existentes em seus limites, sem interferência humana direta ou modificações ambientais”.

## Flora
A Reserva Biológica de Una tem dois tipos principais de formações florestais: florestas de tabuleiro (ou florestas úmidas de terras baixas), associada aos solos mais arenosos na região leste, e florestas tropicais úmidas sub-montanas. A flora é composta por pelo menos 1038 espécies vasculares, onde as fanerógamas compreendem 947 espécies, distribuídas em 108 famílias e 435 gêneros, e as pteridófitas apresentam 91 espécies, distribuídas em 19 famílias e 41 gêneros. Nas florestas de tabuleiro destaca-se a presença da palmeira endêmica da Mata Atlântica do nordeste: Attalea funifera, explorada comercialmente na região de Una. Nas florestas sub-montanas destacam-se as árvores de grande porte, como angelim, amargoso, copaíba e condurú.

## Fauna
Segundo os estudos com anfíbios desenvolvidos na região de Una, ocorrem na REBIO Una pelo menos 50 espécies, das quais duas são endêmicas para o estado da Bahia: Pristimantis paulodutrai e P. vinhai. Além disso, de acordo a “Lista Oficial das Espécies da Fauna Ameaçadas de Extinção do Estado da Bahia” (Portaria Nª 37, 2017), duas espécies são consideradas “Em Perigo de Extinção”: Perereca-de-capacete (Aparasphenodon arapapa) e Perereca-de-vidro-do-focinho-curto (Vitreorana eurygnatha).
Com relação às aves, já foram registradas ao menos 189 espécies. Dentre elas: macuquinho-baiano (Eleoscytalopus psychopompus), uiraçu (Morphnus guianensis) e mutum-do-sudeste (Crax blumenbachii), classificadas como “Criticamente Em Perigo” no estado da Bahia; macuco (Tinamus solitarius), gavião-pega-macaco (Spizaetus tyrannus), tiriba-de-orelha-branca (Pyrrhura leucotis) e chauá (Amazona rhodocorytha), classificadas como “Em Perigo”; e tiriba-grande (Pyrrhura cruentata), “Vulnerável”. O macuquinho-baiano (Eleoscytalopus psychopompus) e o capitão-de-saíra (Attila rufus hellmayri) são duas espécies endêmicas do sul da Bahia que ocorrem na REBIO Una.

A região abriga também espécies de mamíferos ameaçados de extinção como o mico-leão-da-cara-dourada (Leontopithecus chysomelas), considerado “Em Perigo”, que se tornou objeto de conservação. Esta espécie foi o foco inicial para a criação da Reserva Biológica de Una, por ser endêmica da Mata Atlântica sul baiana. Estudos indicam a existência de 30 espécies de mamíferos de médio e grande porte na Reserva. Dentre elas destacam-se outras espécies ameaçadas de extinção como o macaco-prego-de-peito-amarelo (Sapajus xanthosternos), na categoria “Em Perigo”; e ouriço-preto (Chaetomys subspinosus), preguiça-de-coleira (Bradypus torquartus) e guigó (Callicebus melanochir), na categoria “Vulnerável”. O sul da Bahia é uma região muito importante considerando a riqueza de mamíferos, principalmente para o grupo de primatas com a ocorrência de um alto número de espécies ameaçadas e de distribuição restrita.